# 基尼系数

2017年世界银行基尼系数世界地图。基尼系数越小收入分配越平均，基尼系数越大收入分配越不平均。

基尼係數（英語：Gini coefficient）是判断收入分配公平程度的指标，由20世纪初意大利学者科拉多·基尼根据洛伦兹曲线所定義，此係數是一種比值，在0和1之間。
基尼指數（Gini index）是基尼系數乘100倍作百分比表示。在民众收入中，基尼系數最大为“1”，最小為“0”。前者表示居民之间的年收入分配绝对不平均（即该年所有收入都集中在一個人手裏，其餘的國民沒有收入），而后者则表示居民之间的该年收入分配绝对平均，即人与人之间收入绝对平等，基尼系數的实际数值只能介于这两种极端情况，即0～1之间。基尼系數越小，年收入分配越平均；基尼系数越大，年收入分配越不平均。要注意基尼系数只计算某一时段，如一年的收入，不计算已有資產，因此它不能反映國民的总积累财富分配情况。

## 定義

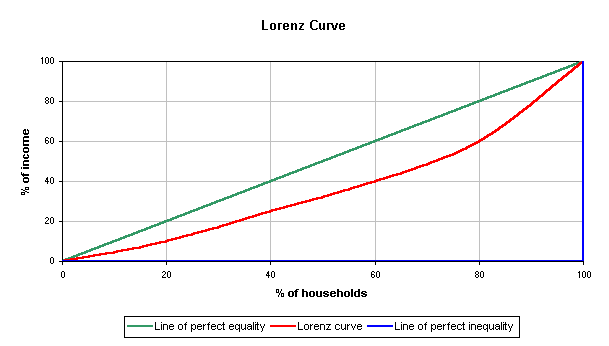
图中橫軸為人口累計百分比，縱軸為該部分人的收入佔人口總收入的百分比，三條色線各表示不同情況下後者和前者的比例。绿线表示人口收入分配處於绝对平均状态，蓝线表示绝对不平均（即所有收入由一人獨佔），红线則表示实际情况。紅線和綠線之間的面積越小，則收入分配越平等。

设右圖中的实际收入分配曲线（紅線）和收入分配绝对平等线（綠線）之间的面积为A，实际收入分配曲线（红線）和收入分配绝对不平等线（藍線）之间的面积为B，則表示收入與人口之間的比例的基尼系數為{\displaystyle {\tfrac {A}{A+B}}}。
如果A为零，即基尼系数为0，表示收入分配完全平等（紅線和綠線重疊）；如果B为零，则係数为1，收入分配绝对不平等（紅線和藍線重疊）。该系数可在0和1之间取任何值。收入分配越趋向平等，洛伦兹曲线的弧度越小（斜度越傾向1:1），基尼系数也越小；反之，收入分配越趋向不平等，洛伦兹曲线的弧度越大，那么基尼系数也越大。
基尼系数的调节需要国家通过财政政策进行国民收入的二次分配，例如对民众的财政公共服务支出和税收等，从而讓收入均等化，令基尼系数縮小。

## 区段划分
聯合國開發計劃署等组织规定：
- 若低于0.2表示指數等級極低；
- 0.2-0.29表示指數等級低；
- 0.3-0.39表示指數等級中；
- 0.4-0.59表示指數等級高；
- 0.6以上表示指數等級極高。

通常，0.4是收入分配差距的“警戒线”，超過這條“警戒線”时，贫富两极的分化较为容易引起社会阶层的对立从而导致社會動盪。

## 财富基尼系数
基尼系数由居民的年收入来定义，而需要衡量居民财富分配公平程度时可用财富基尼系数，它由居民所拥有的财富来定义。
绝大部分国家的财富基尼系数都集中在0.6到0.8的区间内，财富基尼系数在0.7左右的国家最多。 
根據北京大學社會科學院的報告，2012年中國家庭凈財產的基尼系數達到0.73，頂端1%的家庭占有全國1/3以上的財產。丹麥，瑞士等國則紛紛超過0.8，在美國這一數字更是高達0.84。據美國加州大學伯克利分校的調查研究，美國前10%的富人大約占有80%的社會總財富，而前1%的富人占有40%的財富，前0.1%的富人占有20%的財富，前0.01%仍然占有10%的財富。

## 各经济体系情况
欧洲主要发达国家的基尼指数在0.24到0.36之间，美国较高，2007年为0.45，2013年为0.49，2019年估計為0.415。Janet Gornick 教授2013年的比較圖顯示，美国與主要发达国家的基尼指数用稅前計算差距不大，以稅後計算則偏高。
在收入差距方面，據美國人口調查局提供的數據，1973年，收入最高20%的家庭收入佔美國總收入的44%；2002年佔50%；而到2012年，這一比例已經增至51%。對收入最低20%的家庭而言，他們的收入佔美國總收入的比例從1973年的4.2%，2002年的3.5%，降至2012年的3.2%。。
目前全球基尼系數最高的地方是非洲的納米比亞。2001年以後香港達到0.525，2006年高達0.533，2012年更高達0.537，香港已成為高收入經濟體中貧富懸殊最嚴重的地區；即使把發展中國家包括在內，香港的貧富懸殊也十分嚴重，僅次於薩爾瓦多、哥倫比亞、智利、危地馬拉、巴西、南非以及一系列非洲經濟體而排名倒數18位；而台灣方面，台灣2010年官方的基尼系數為0.342，2013年學者計算為0.36，2018年官方的基尼系數為0.338；日本、韓國、西歐、東歐等經濟體的收入基尼係數也低於0.4。
2013年1月18日，中华人民共和国国家统计局一次性公布了自2003年以来十年的全国基尼系数。统计局局长马建堂称，按照國際新的统计口径，中國大陸居民收入的基尼系数，2003年是0.479，2004年是0.473，2005年是0.485，2006年是0.487，2007年是0.484，2008年是0.491，2009年是0.490，2010年是0.481，2011年是0.477，2012年是0.474。数据显示自2008年起，中国基尼系数在逐年下降。但西南財大公布的歷年統計結果顯示中國大陸的基尼係數在0.6左右。这两份不同的结果也被大众广泛讨论。2014年密西根大學谢宇教授根據中國的六份調查，估算中國2005年後基尼系数為0.53–0.55，並指出差距主要來自沿海與內陸差距以及城鄉差距。然而，根据2020年的一份基于胡润财富报告、中国劳动力动态调查、中国家庭金融调查、中国家庭追踪调查等原始数据的分析，国家统计局的口径几乎不包括中国最富有的1%人口；只要将千万元人民币以上资产的家庭纳入统计，估算出的基尼系数就会上升到0.55–0.6；而如果将亿元以上资产的家庭也纳入统计，中国2016–2018年的基尼系数则远超0.6，甚至可能高达0.67。

## 部分国际组织情况

### 欧洲联盟各国
|               | 2011 | 2012 | 2013 | 2014 | 2015 | 2016 | 2017 | 2018 |
|               |      |      |      |      |      |      |      |      |
| ------------- | ---- | ---- | ---- | ---- | ---- | ---- | ---- | ---- |
| 奥地利        | 27.4 | 27.6 | 27.0 | 27.6 | 27.2 | 27.2 | 27.9 | 26.8 |
| 比利时        | 26.3 | 26.5 | 25.9 | 25.9 | 26.2 | 26.3 | 26.0 | 25.6 |
| 保加利亚      | 35.0 | 33.6 | 35.4 | 35.4 | 37.0 | 37.7 | 40.2 | 39.6 |
|               | 31.2 | 30.9 | 30.9 | 30.2 | 30.4 | 29.8 | 29.9 | 29.7 |
| 賽普勒斯      | 29.2 | 31.0 | 32.4 | 34.8 | 33.6 | 32.1 | 30.8 | 29.1 |
| 捷克          | 25.2 | 24.9 | 24.6 | 25.1 | 25.0 | 25.1 | 24.5 | 24.0 |
| 丹麦          | 26.6 | 26.5 | 26.8 | 27.7 | 27.4 | 27.7 | 27.6 | 27.9 |
| 爱沙尼亚      | 31.9 | 32.5 | 32.9 | 35.6 | 34.8 | 32.7 | 31.6 | 30.6 |
| 芬兰          | 25.8 | 25.9 | 25.4 | 25.6 | 25.2 | 25.4 | 25.3 | 25.9 |
| 法國          | 30.8 | 30.5 | 30.1 | 29.2 | 29.2 | 29.3 | 29.3 | 28.5 |
| 德国          | 29.0 | 28.3 | 29.7 | 30.7 | 30.1 | 29.5 | 29.1 | 31.1 |
| 希腊          | 33.5 | 34.3 | 34.4 | 34.5 | 34.2 | 34.3 | 33.4 | 32.3 |
| 匈牙利        | 26.9 | 27.2 | 28.3 | 28.6 | 28.2 | 28.2 | 28.1 | 28.7 |
| 愛爾蘭        | 29.8 | 30.5 | 30.7 | 31.1 | 29.8 | 29.5 | 30.6 | 28.9 |
| 義大利        | 32.5 | 32.4 | 32.8 | 32.4 | 32.4 | 33.1 | 32.7 | 33.4 |
| 拉脫維亞      | 35.1 | 35.7 | 35.2 | 35.5 | 35.4 | 34.5 | 34.5 | 35.6 |
| 立陶宛        | 33.0 | 32.0 | 34.6 | 35.0 | 37.9 | 37.0 | 37.6 | 36.9 |
| 盧森堡        | 27.2 | 28.0 | 30.4 | 28.7 | 28.5 | 31.0 | 30.9 | 33.2 |
| 馬爾他        | 27.2 | 27.1 | 27.9 | 27.7 | 28.1 | 28.5 | 28.3 | 28.7 |
| 荷蘭          | 25.8 | 25.4 | 25.1 | 26.2 | 26.7 | 26.9 | 27.1 | 27.0 |
| 波蘭          | 31.1 | 30.9 | 30.7 | 30.8 | 30.6 | 29.8 | 29.2 | 27.8 |
| 葡萄牙        | 34.2 | 34.5 | 34.2 | 34.5 | 34.0 | 33.9 | 33.5 | 32.1 |
| 羅馬尼亞      | 33.5 | 34.0 | 34.6 | 35.0 | 37.4 | 34.7 | 33.1 | 35.1 |
| 斯洛伐克      | 25.7 | 25.3 | 24.2 | 26.1 | 23.7 | 24.3 | 23.2 | 20.9 |
| 斯洛維尼亞    | 23.8 | 23.7 | 24.4 | 25.0 | 24.5 | 24.4 | 23.7 | 23.4 |
| 西班牙        | 34.0 | 34.2 | 33.7 | 34.7 | 34.6 | 34.5 | 34.1 | 33.2 |
| 瑞典          | 26.0 | 26.0 | 26.0 | 26.9 | 26.7 | 27.6 | 28.0 | 27.0 |
| 欧洲联盟平均  | 30.5 | 30.4 | 30.6 | 30.9 | 30.8 | 30.6 | 30.3 | 30.4 |
| 欧元区 (EA19) | 30.6 | 30.5 | 30.7 | 31.0 | 30.7 | 30.7 | 30.4 | 30.6 |

## 不足之处

美國前1%富人占社會財富比率變遷

1. 没有显示出来在哪里存在分配不公。例如同樣的基尼系數下，如果青年平均收入比中老人低太多，社會則會出現大問題——就算是年輕人的父母能夠金援他們也是一樣，年輕人接受父母金援時會認為，他們沒有辦法在未來金援自己的子女，因此容易拒絕生育。
2. 國際間並無制定基尼系數的準則，一些問題（如應否除稅項，應否剔除公共援助受益者，應否剔除非本地居民，或應否加入政府的福利）並沒有一致性，以至缺乏比較的準則。
3. 基尼系数一般是按年收入来算的，这样对年收入波动很大的地区（如商业投资为主导）的估计会显著高于年收入波动小的地区（如公务员为主导的地区）。如果年收入波动很大，则基尼系数会很高，但多年份积累积累下来的收入差距并没有基尼系数显示得那么大。這也反映了基尼系数高的另一个原因可能是收入波动高，社会阶层流动快。

## 延伸閲讀
- Amiel, Y.; Cowell, F. A. . Cambridge. 1999. ISBN 978-0-521-46696-7.
- Anand, Sudhir. . New York: Oxford University Press. 1983. ISBN 978-0-19-520153-6.
- Brown, Malcolm. . Social Science & Medicine. 1994, 38 (9): 1243–1256. PMID 8016689. doi:10.1016/0277-9536(94)90189-9.
- Chakravarty, S. R. . New York: Springer-Verlag. 1990. ISBN 978-0-387-52274-6.
- Deaton, Angus. . Baltimore MD: Johns Hopkins University Press. 1997. ISBN 978-0-585-23787-9.
- Dixon, Philip M.; Weiner, Jacob; Mitchell-Olds, Thomas; Woodley, Robert. . Ecology. 1987, 68 (5): 1548–1551. JSTOR 1939238. doi:10.2307/1939238.
- Dorfman, Robert. . The Review of Economics and Statistics. 1979, 61 (1): 146–149. JSTOR 1924845. doi:10.2307/1924845.
- Firebaugh, Glenn. . Cambridge, Massachusetts: Harvard University Press. 2003. ISBN 978-0-674-01067-3.
- Gastwirth, Joseph L. . The Review of Economics and Statistics. 1972, 54 (3): 306–316. JSTOR 1937992. doi:10.2307/1937992.
- Giles, David.  (PDF). Oxford Bulletin of Economics and Statistics. 2004, 66 (3): 425–433  [2020-04-13]. CiteSeerX 10.1.1.202.6462 . doi:10.1111/j.1468-0084.2004.00086.x. 原始内容存档于2004-05-05.
- Gini, Corrado. . 1912. Reprinted in Pizetti, E.; Salvemini, T. (编). . Rome: Libreria Eredi Virgilio Veschi. 1955.
- Gini, Corrado. . The Economic Journal. 1921, 31 (121): 124–126  [2020-04-13]. JSTOR 2223319. doi:10.2307/2223319. （原始内容存档于2020-11-18）.
- Giorgi, Giovanni Maria.  (PDF). Metron. 1990, 48: 183–231  [2020-04-13]. 原始内容存档于2016-08-04.
- Karagiannis, E.; Kovacevic, M. . Oxford Bulletin of Economics and Statistics. 2000, 62: 119–122. doi:10.1111/1468-0084.00163.
- Mills, Jeffrey A.; Zandvakili, Sourushe.  (PDF). Journal of Applied Econometrics. 1997, 12 (2): 133–150  [2020-04-13]. CiteSeerX 10.1.1.172.5003 . JSTOR 2284908. doi:10.1002/(SICI)1099-1255(199703)12:2<133::AID-JAE433>3.0.CO;2-H. hdl:10419/186818. （原始内容存档 (PDF)于2020-05-18）.
- Modarres, Reza; Gastwirth, Joseph L. . Oxford Bulletin of Economics and Statistics. 2006, 68 (3): 385–390. doi:10.1111/j.1468-0084.2006.00167.x.
- Morgan, James. . The Review of Economics and Statistics. 1962, 44 (3): 270–283. JSTOR 1926398. doi:10.2307/1926398.
- Ogwang, Tomson. . Oxford Bulletin of Economics and Statistics. 2000, 62: 123–129. doi:10.1111/1468-0084.00164.
- Ogwang, Tomson. . Oxford Bulletin of Economics and Statistics. 2004, 66 (3): 435–437. doi:10.1111/j.1468-0084.2004.00087.x.
- Xu, Kuan.  (PDF). Department of Economics, Dalhousie University. January 2004  [1 June 2006]. 原始内容存档于2006-09-28. The Chinese version of this paper appears in Xu, Kuan. . China Economic Quarterly. 2003, 2: 757–778.
- Yitzhaki, Shlomo. . Journal of Business and Economic Statistics. 1991, 9 (2): 235–239. JSTOR 1391792. doi:10.2307/1391792.

## 外部連結
- （英文）主要国家基尼系数 （页面存档备份，存于） - 美国中情局
- 本港的收入分佈與堅尼系數PDF - 香港特区政府經濟顧問 撰文
- 線上計算器 （页面存档备份，存于）
- （英文）電子試算表：收入不平等指标
- Serhan Cevik and Carolina Correa-Caro.  (PDF). IMF.   [2015-03-29]. （原始内容存档 (PDF)于2021-01-15） （英语）.